# Trijueque (kommunhuvudort)
Trijueque är en kommunhuvudort i Spanien.   Den ligger i provinsen Provincia de Guadalajara och regionen Kastilien-La Mancha, i den centrala delen av landet, 70 km nordost om huvudstaden Madrid. Trijueque ligger 999 meter över havet och antalet invånare är 1 055.
Terrängen runt Trijueque är platt söderut, men norrut är den kuperad. Runt Trijueque är det glesbefolkat, med 9 invånare per kvadratkilometer. Närmaste större samhälle är Brihuega, 10,4 km öster om Trijueque. Trakten runt Trijueque består till största delen av jordbruksmark.